# Strani attacchi di passione
Strani attacchi di passione (Strange Fits of Passion) è un film del 1999 diretto da Elise McCredie.
È una commedia a sfondo drammatico, girata in Australia nel 1999 e distribuito in Italia dal 7 luglio 2000, dall'Istituto Luce.

## Trama
(Ragionamento di Lei.)
Lei - nome della protagonista - è una ragazza che lavora come commessa presso una libreria di Melbourne.
La sua vita scorre tra il suo lavoro e l'appartamento dove vive, condiviso con la sua amica Yaya, una studentessa alquanto disinibita, Jimmy con il suo fidanzato, una coppia gay, dove Lei trova in Jimmy l'unica persona in grado di comprenderla e con il quale confidarsi e uno squattrinato musicista.
Costantemente ossessionata dall'amore, dal sesso e dalla voglia di perdere la verginità, incontrerà nella libreria dove lavora un ragazzo di nome Francis per il quale perderà la testa.
La ricerca disperata di Francis, spingerà impacciatamente Lei verso incontri con personaggi piuttosto grotteschi: alla ricerca del suo amato, in un locale conoscerà Josh, un giovane poeta dal carattere piuttosto egoista ed egocentrico; poi, spinta dal desiderio di avere il prima possibile un'avventura sessuale, conoscerà Pablo, un insegnante di spagnolo con la quale Lei proverà goffamente ad andarci a letto ma che all'ultimo la disgusterà, ed infine Judy, una donna, con la quale Lei ci si frequenta presso una comunità di volontariato per il terzo mondo e per la quale Lei, nella confusione più totale, proverà ad autoconvincersi di essere Lesbica.
La storia si concluderà tragicamente quando Lei scoprirà casualmente che il ragazzo di Jimmy ha una relazione segreta con un altro ragazzo, la cosa porterà Lei a litigare con il suo migliore amico, Jimmy, e ad andarsene da Josh, con il quale avrà finalmente la sua notte d'amore; Liberatasi finalmente da questa ossessione, tornerà a casa decisa a concedersi totalmente a Francis ma troverà il lenzuolo di Jimmy insanguinato a causa del suo tentativo di suicidio.
Arrivata all'ospedale troverà Jimmy in gravissime condizioni.
La morte di Jimmy darà in Lei la possibilità di cancellare il frenetismo della vita passata e di ricostruire una nuova vita.